# Fönstermyggor
Fönstermyggor (Anisopodidae) är en familj i underordningen myggor med omkring 100 arter. Dessa myggor suger inget blod. Ofta bildar hanar en svärm vid skuggiga platser.
Larverna lever på ruttnande växtdelar.